# Triodontella hovana
Triodontella hovana är en skalbaggsart som beskrevs av Leon Fairmaire 1897. Triodontella hovana ingår i släktet Triodontella och familjen Melolonthidae. Inga underarter finns listade i Catalogue of Life.